# Арян де Зеув
Адрианьос „Арян“ де Зеув (на нидерландски: Adrianus 'Arjan' de Zeeuw) е холандски футболист, който от 2008 г. се състезава за аматьорския АДО'20.